# 布拉采

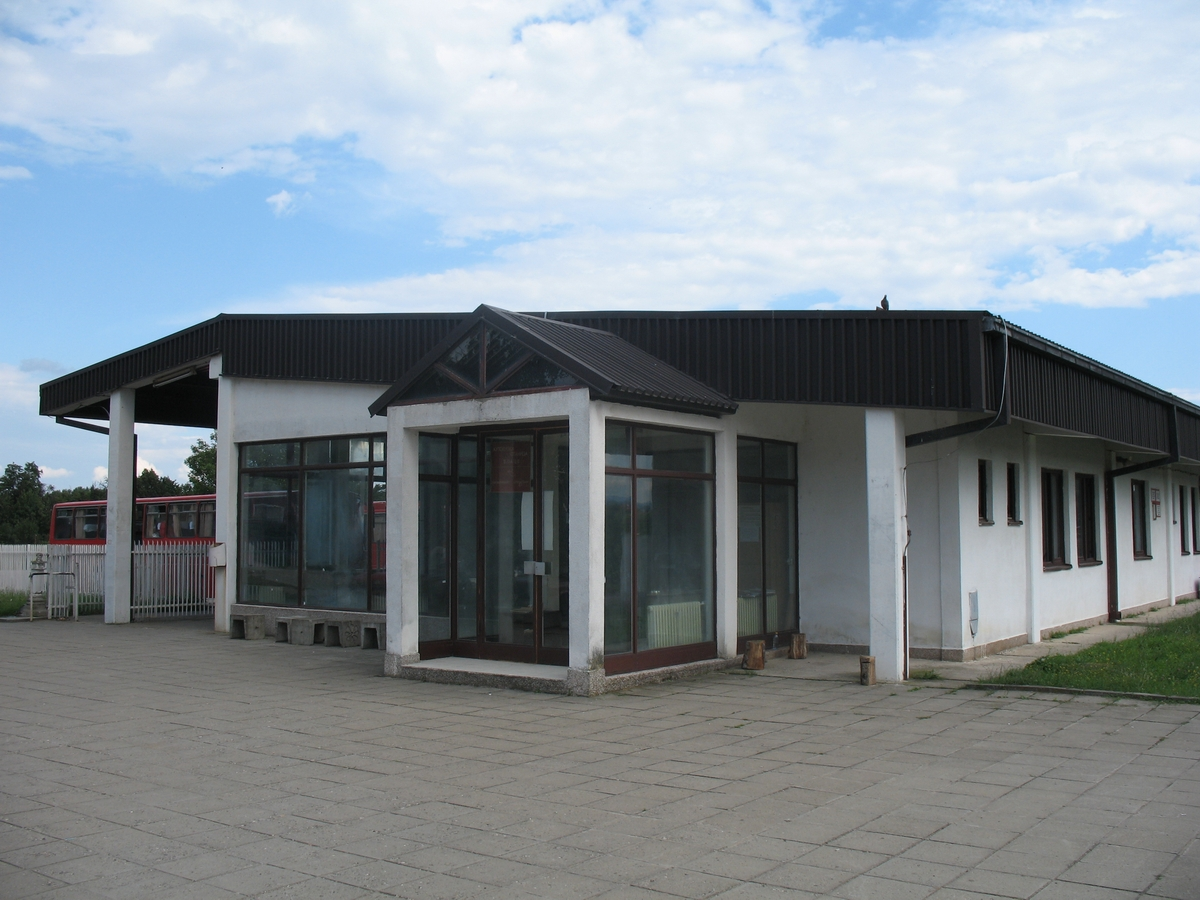

布拉采（羅馬化：Blace，發音：[blâtsɛ]）是塞爾維亞的城鎮，由托普利卡州負責管轄，位於該國南部，距離首都貝爾格萊德250公里，面積306平方公里，海拔高度389米，2011年人口5,261。

## 外部連結
- kursumlija.pondi （页面存档备份，存于）
- Municipality of Blace （页面存档备份，存于）